# 臉 (電影)
《臉》（法語：Visage）是蔡明亮的第9部劇情長片，同時也是第62屆坎城影展正式競賽片。

## 電影緣由
法國羅浮宮想要尋找導演拍攝首部羅浮宮典藏電影，2006年蔡明亮自候選的200多位導演中脫穎而出；蔡明亮最後決定以珍藏於羅浮宮內的達文西畫作《聖施洗約翰》以及畫作背後的故事“莎樂美”為主題編寫劇本，合作演員除了原本的老班底李康生、陸弈靜、楊貴媚、陳湘琪之外，更與已逝的法國新浪潮大師楚浮昔日電影班底合作，包括楚浮首部電影《四百擊》(1959)裡飾演小男孩的讓-皮埃爾·里奧以及楚浮最後一部電影《情殺案中案》（Vivement dimanche!，1983）的女主角芬妮·亞當。

## 獎項
| 獎項             | 獎項         | 受獎者                                          | 階段／結果 |
| ---------------- | ------------ | ----------------------------------------------- | ---------- |
| 第62屆坎城影展   | 金棕櫚獎     | 臉 台灣、法國                                   | 提名       |
| 第46屆金馬獎     | 最佳劇情片   | 臉 汯呄霖電影有限公司                           | 提名       |
| 第46屆金馬獎     | 最佳導演     | 蔡明亮                                          | 提名       |
| 第46屆金馬獎     | 最佳美術指導 | 李天爵、Patrick Dechesne、Alain Pascal Housiaux | 獲獎       |
| 第46屆金馬獎     | 最佳服裝設計 | 王佳惠、Anne Dunsford                           | 獲獎       |
| 第46屆金馬獎     | 最佳動作指導 | 菲立普德庫弗列                                  | 提名       |
| 第12屆臺北電影獎 | 最佳攝影     | 廖本榕                                          | 獲獎       |

## 外部連結
- Yahoo奇摩電影上《臉》的資料（繁體中文）
- MSN娛樂上《臉》的資料（繁體中文）

- 開眼電影網上《臉》的資料（繁體中文）
- 豆瓣电影上《臉》的資料 （简体中文）
- 时光网上《臉》的資料（简体中文）
- AllMovie上《臉》的资料（英文）
- 爛番茄上《臉》的資料（英文）
- 香港影庫上《臉》的資料（繁體中文）
- 互联网电影数据库（IMDb）上《臉》的资料（英文）